# Ceratina dimidiata
Ceratina dimidiata (лат.) — вид пчёл рода Ceratina из семейства Apidae (Xylocopinae).

## Распространение
Центральная Америка: Коста-Рика.

## Описание
Мелкие пчёлы, длина тела самок около 10 мм (самцы не найдены). Тело слабопушенное, металлически блестящее с грубой скульптурой. Голова и грудь чёрные, задняя стенка груди синеватая, брюшко золотисто-бронзовое. Вид был впервые описан в 1910 году немецким энтомологом Генрихом Фризе (Heinrich Friese; 1860—1948).
Биология не исследована. Основные находки вида приходятся на январь, июнь и декабрь.
Вид включён в состав неотропического подрода C. (Calloceratina) Cockerell, 1924.